# Vladimir Radmanović
Vladimir 'Radman' Radmanović (Servisch: Владимир 'Радман' Радмановић) (Trebinje, 19 november 1980) is een Servisch-Joegoslavisch voormalig basketballer.

## Carrière
Radmanović maakte zijn profdebuut voor KK Crvena zvezda in 1997. Hij speelde bij de club tot in 2001 toen maakte hij de overstap naar KK FMP. In 2001 werd hij als twaalfde gekozen in de NBA-draft van dat jaar door de Seattle SuperSonics. Hij werd aan het zinde van zijn eerste seizoen toen hij 61 wedstrijden speelde voor de Sonics verkozen tot NBA All-Rookie Second Team. Het zelfde jaar werd hij ook wereldkampioen met de Joegoslavische nationale ploeg. Gedurende de volgende seizoen slaagde hij er niet in een basisplaats te veroveren maar was wel een invaller. In 2004 nam hij met Servië en Montenegro deel aan de Olympische Zomerspelen waar ze verloren in de voorronde. In 2005 speelde hij met de nationale ploeg op EuroBasket waar ze verloren van de Franse nationale ploeg.
In februari 2006 werd hij geruild naar de Los Angeles Clippers voor Chris Wilcox. Bij de Clippers speelde hij de rest van het seizoen uit, hij tekende het seizoen erop bij stadsgenoot Los Angeles Lakers. Bij de Lakers speelde hij twee seizoenen en aan half, hij kreeg vaker een basisplaats maar mist meerdere wedstrijden. In februari 2009 werd hij geruild naar de Charlotte Bobcats voor Shannon Brown en Adam Morrison. 
Hij speelde de rest van het seizoen uit bij de Bobcats in november 2009 werd hij geruild samen met Raja Bell naar de Golden State Warriors voor Stephen Jackson en Acie Law. Bij de Warriors speelde hij de rest van het seizoen en ook het volgende seizoen. In december 2011 tekende hij bij de Atlanta Hawks als vrije speler. In de zomer maakte hij de overstap naar de Chicago Bulls waar hij zijn laatste seizoen speelde.

## Erelijst
- FR Joegoslavisch landskampioen: 1998
- NBA All-Rookie Second Team: 2002
- Wereldkampioenschap:  2002

## Statistieken

### Regulier seizoen
| Seizoen  | Team                  | WG  | WS  | MPW  | 2P%  | 3P%  | FW%  | RPW | APW | SPW | BPW | PPW  |
| -------- | --------------------- | --- | --- | ---- | ---- | ---- | ---- | --- | --- | --- | --- | ---- |
| 2001/02  | Seattle SuperSonics   | 61  | 16  | 20,2 | 41,2 | 42,0 | 68,1 | 3,8 | 1,3 | 0,9 | 0,4 | 6,7  |
| 2002/03  | Seattle SuperSonics   | 72  | 16  | 26,5 | 41,0 | 35,5 | 70,6 | 4,5 | 1,3 | 0,9 | 0,3 | 10,1 |
| 2003/04  | Seattle SuperSonics   | 77  | 38  | 30,1 | 42,5 | 37,1 | 74,8 | 5,3 | 1,8 | 1,0 | 0,5 | 12,0 |
| 2004/05  | Seattle SuperSonics   | 63  | 0   | 29,5 | 40,9 | 38,9 | 78,6 | 4,6 | 1,4 | 0,9 | 0,5 | 11,8 |
| 2005/06  | Seattle SuperSonics   | 47  | 16  | 23,2 | 40,1 | 36,7 | 88,7 | 4,0 | 1,5 | 0,7 | 0,3 | 9,3  |
| 2005/06  | Los Angeles Clippers  | 30  | 11  | 29,5 | 41,7 | 41,8 | 73,1 | 5,7 | 2,1 | 1,0 | 0,5 | 10,7 |
| 2006/07  | Los Angeles Lakers    | 55  | 15  | 17,9 | 42,4 | 33,9 | 72,6 | 3,3 | 1,2 | 0,5 | 0,3 | 6,6  |
| 2007/08  | Los Angeles Lakers    | 65  | 41  | 22,8 | 45,3 | 40,6 | 80,0 | 3,3 | 1,9 | 0,7 | 0,2 | 8,4  |
| 2008/09  | Los Angeles Lakers    | 46  | 28  | 16,8 | 44,4 | 44,1 | 85,2 | 2,5 | 0,8 | 0,6 | 0,2 | 5,9  |
| 2008/09  | Charlotte Bobcats     | 32  | 3   | 21,1 | 40,1 | 35,7 | 64,5 | 3,3 | 1,3 | 0,6 | 0,3 | 8,3  |
| 2009/10  | Charlotte Bobcats     | 8   | 0   | 16,6 | 33,3 | 31,8 | 66,7 | 3,6 | 0,9 | 0,4 | 0,1 | 4,9  |
| 2009/10  | Golden State Warriors | 33  | 20  | 23,0 | 38,5 | 26,7 | 76,2 | 4,5 | 1,2 | 0,8 | 0,2 | 6,6  |
| 2010/11  | Golden State Warriors | 74  | 6   | 15,8 | 43,1 | 40,5 | 88,2 | 2,9 | 1,1 | 0,6 | 0,6 | 5,1  |
| 2011/12  | Atlanta Hawks         | 49  | 3   | 15,4 | 37,6 | 37,0 | 75,9 | 2,9 | 1,1 | 0,4 | 0,3 | 4,5  |
| 2012/13  | Chicago Bulls         | 25  | 0   | 5,8  | 30,2 | 18,5 | 66,7 | 1,1 | 0,3 | 0,3 | 0,2 | 1,3  |
| Carrière | Carrière              | 737 | 213 | 21,9 | 41,5 | 37,8 | 75,8 | 3,8 | 1,4 | 0,7 | 0,4 | 8,0  |

### Play-offs
| Seizoen  | Team                 | WG | WS | MPW  | 2P%   | 3P%   | FW%   | RPW | APW | SPW | BPW | PPW |
| -------- | -------------------- | -- | -- | ---- | ----- | ----- | ----- | --- | --- | --- | --- | --- |
| 2001/02  | Seattle SuperSonics  | 5  | 2  | 22,6 | 43,8  | 53,8  | 100,0 | 3,6 | 1,0 | 0,2 | 0,2 | 7,6 |
| 2004/05  | Seattle SuperSonics  | 6  | 0  | 20,3 | 37,1  | 23,8  | 50,0  | 3,0 | 0,5 | 0,7 | 0,5 | 5,3 |
| 2005/06  | Los Angeles Clippers | 12 | 2  | 20,5 | 47,0  | 46,3  | 69,6  | 4,0 | 1,1 | 0,6 | 0,5 | 8,1 |
| 2007/08  | Los Angeles Lakers   | 21 | 21 | 22,9 | 44,4  | 37,2  | 83,3  | 3,8 | 1,5 | 0,6 | 0,0 | 8,0 |
| 2011/12  | Atlanta Hawks        | 2  | 0  | 7,5  | 0,0   | 0,0   | 0,0   | 0,5 | 0,5 | 0,0 | 0,0 | 0,0 |
| 2012/13  | Chicago Bulls        | 1  | 0  | 10,0 | 100,0 | 100,0 | 0,0   | 0,0 | 1,0 | 2,0 | 0,0 | 9,0 |
| Carrière | Carrière             | 47 | 25 | 21,0 | 44,0  | 39,6  | 73,5  | 3,5 | 1,1 | 0,6 | 0,2 | 7,3 |